# Phthiracarus perparvus
Phthiracarus perparvus är en kvalsterart som först beskrevs av Wojciech Niedbała 1989.  Phthiracarus perparvus ingår i släktet Phthiracarus och familjen Phthiracaridae. Inga underarter finns listade i Catalogue of Life.